# Westerengel
Westerengel ist ein Ortsteil der Stadt und Landgemeinde Greußen im Kyffhäuserkreis in Thüringen.

## Geografie
Der Ort liegt in einer flachen Talmulde an der südlichen Abdachung der Hainleite und am Rand des  Thüringer Beckens mit einer Höhenlage von 310 Meter über NN. Das Nachbardorf Kirchengel liegt nur 500 Meter entfernt. Das Haufendorf hat Anschluss an die Landesstraße 2088 und an die Bundesstraße 4.
Eine Quelle mit einem folgenden Bach entspringt im Ort. Die landwirtschaftlich genutzte Fläche wird in der Flur durch Streuobstwiesen, Obstbaumreihen, Hecken und Feldgehölze sichtbar aufgelockert.

## Geschichte

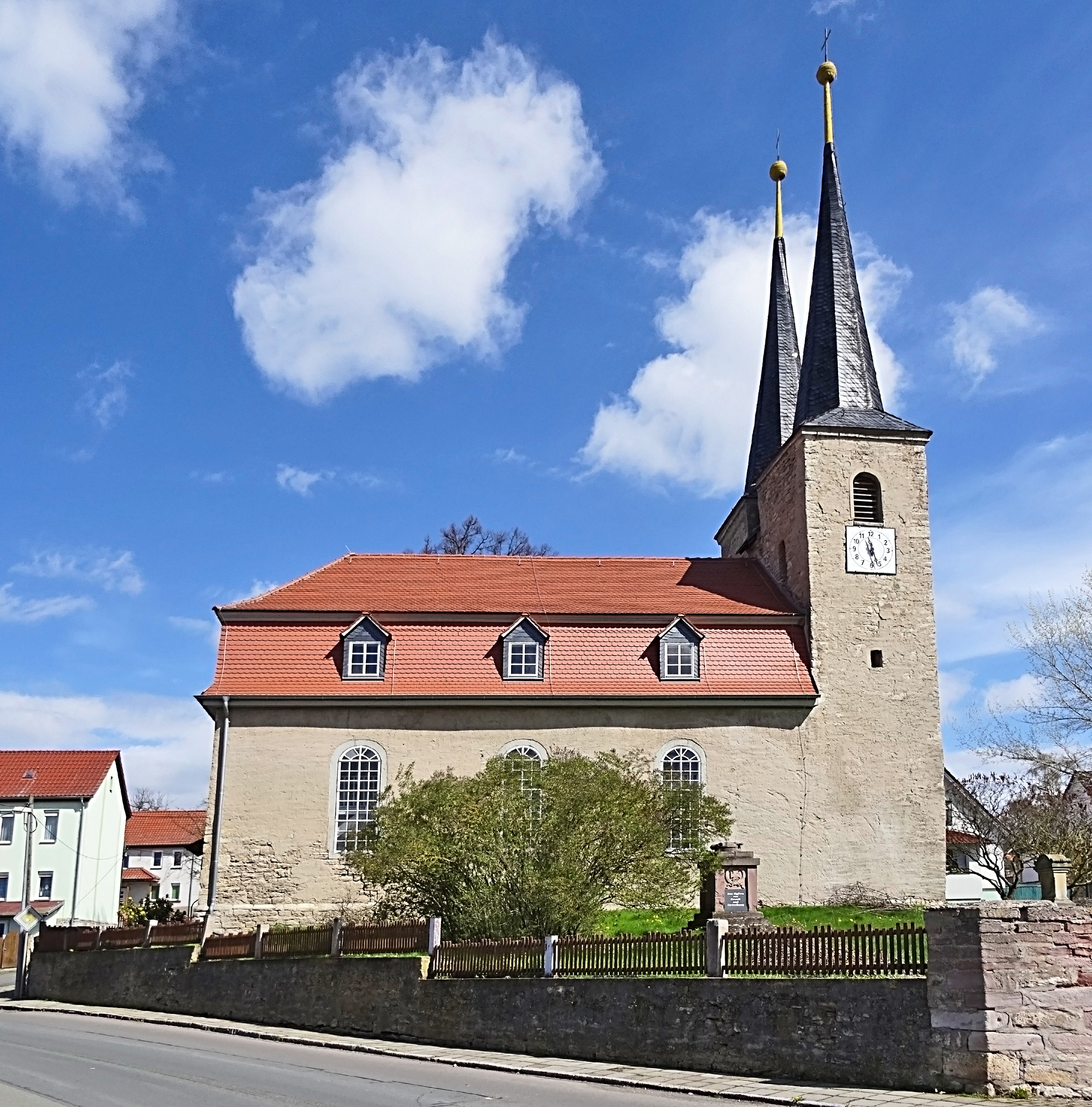
Kirche St. Benedikt in Westerengel

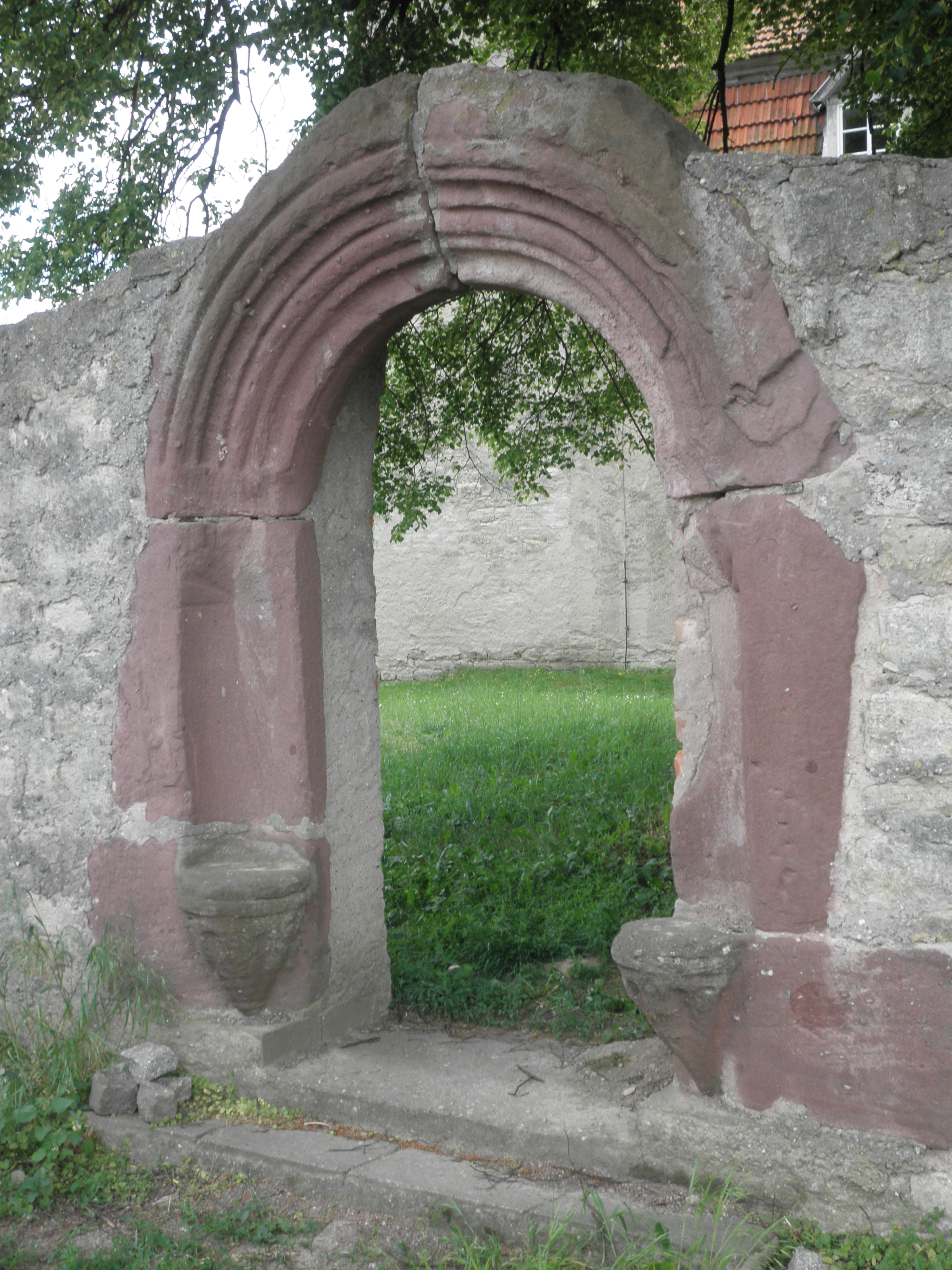
Kirchhoftor in Westerengel

Das von germanischen Angeln besiedelte Dorf wurde am 17. Februar 1125 erstmals urkundlich erwähnt. Bis 1918 gehörte der Ort zur Unterherrschaft des Fürstentums Schwarzburg-Sondershausen. 
Westerengel wurde im April 1945 von US-Truppen, im Juli durch Rote Armee besetzt. Damit gehörte es zur SBZ und ab 1949 zur DDR. Durch die Wiedervereinigung kam es im Oktober 1990 zum Bundesland Thüringen.
Das landwirtschaftlich geprägte Haufendorf hat gut erhaltene Fachwerkhäuser mit gepflasterten Innenhöfen. Nach der Wende 1989/90 wurden das Sportlerheim saniert, das Feuerwehrhaus und das Dorfgemeinschaftshaus modernisiert und alle Dorfstraßen instand gesetzt.
Die Doppelturmkirche St. Benedikt stammt von 1822. Zum Kirchhof führt ein Tor, das Teil einer wehrhaften Mauer war.
Westerengel wurde 1996 Teil der Stadt Großenehrich, die sich zum 1. Januar 2021 mit der Gemeinde Wolferschwenda und der Stadt Greußen zur neuen Stadt und Landgemeinde Greußen zusammenschloss.

## Persönlichkeiten
- Ernst Karl Friedrich Wunderlich (* 1783 in Westerengel; † 14. März 1816 in Göttingen), deutscher Altphilologe